# The Last Story
The Last Story (яп. ラストストーリー расуто суто:ри:, Последняя история) — компьютерная игра в жанре ролевой боевик с элементами стелс и стратегии. Игра была разработана совместными усилиями компаний Mistwalker и AQ Interactive под руководством знаменитого геймдизайнера Хиронобу Сакагути. Игра вышла эксклюзивно для Wii 27 января 2011 года в Японии, 23 февраля 2012 года в Австралии и 24 февраля 2012 года в Европе. В США игра вышла 14 августа 2012 года.
Издателем в Японии и Европе является Nintendo, в США — Xseed Games. Название и логотип игры часто сравнивают с логотипами и названием серии Final Fantasy, которая была создана главой студии Mistwalker, Хиронобу Сакагути, который ранее занимал пост исполнительного продюсера в серии игр Final Fantasy.

## Концепция

### Устройство мира
Сюжет игры разворачивается на острове Лазулис (англ. Lazulis Island), которым управляет граф Арганан (англ. Count Arganan). Остров расположен у входа в гавань которая служит единственным входом на гористый континент. Игрок управляет группой наёмников, которая пришла с безлюдного континента на остров, в поисках работы.. Разработчики попытались ограничить элементы научной фантастики в игре.

### Персонажи
- Заэл (англ. Zael), в японской версии Эльза (яп. エルザ Эруза) — главный герой The Last Story. Заэл в детстве потерял свою семью и теперь работает наёмником, чтобы выжить. Он мечтает стать рыцарем. Был озвучен Мамору Мияно в японской версии и Джеком Райдером[англ.] в английской версии игры.
- Калиста (англ. Calista), в японской версии Канан (яп. カナン Канан) — главная героиня, таинственная девушка благородного происхождения, племянница графа Арганана. Она мечтает покинуть замок и исследовать мир. Была озвучена Фумико Орикасой в японской версии и Аликс Уилтон Рейган[англ.] в английской версии игры.
- Дагран (англ. Dagran), в японской версии Кварк (яп. クォーク Квоку) — лидер группы наёмников. Он опытный воин, который специализируется на защите. Он Заэлу как старший брат, поскольку они путешествуют вместе с юности. Озвучен Унсё Исидзукой[англ.] в японской версии и Нико Ленноном в английской версии игры.
- Сайренн (англ. Syrenne), в японской версии Сейрен (яп. セイレン Сэйрэн) — душа компании, злоупотребляет алкоголем и непристойными выражениями, но всегда очень внимательна к своим друзьям. Озвучена Мэгуми Тоёгути в японской версии и Келли Уенхам[англ.] в английской версии игры.
- Юрик (англ. Yurick), в японской версии Юрис (яп. ユーリス Юрису) — самый молодой член группы, но самый опытный. Боится привидений. Озвучен Хиро Симоно в японской версии и Колином Раяном в английской версии игры.
- Лоуэлл (англ. Lowell), в японской версии Джекал (яп. ジャッカル Дзяккару) — маг, который использует магию льда и мечи. Он ведет себя кокетливой и беззаботной манере, но на самом деле он мыслитель, который заботится о своих товарищах. Озвучен Кэйдзи Фудзиварой в японской версии и Дереком Ридделлом[англ.] в английской версии игры.
- Мирания (англ. Mirania), в японской версии Манамия (яп. マナミア Манамиа) — целитель, питающий свои силы силами природы. Озвучена Мамико Ното в японской версии и Монсеррат Ломбард в английской версии игры.
- Генерал Эстар (англ. General Asthar), в японской версии Генерал Триста (яп. トリスタ将軍 Торисута-сёгун) — бывший высокопоставленный офицер императорской армии. Озвучен Фумихико Татики[англ.] в японской версии и Томом Гудманом-Хиллом в английской версии игры.
- Териус (англ. Therius), в японской версии Тася (яп. タシャ Тася) — опытный рыцарь, ученик генерала Эстара. Озвучен Хироки Такахаси в японской версии и Дэниелом Каршеном в английской версии игры.
- Граф Арганан (англ. Count Arganan)  (яп. アルガナン伯爵 Аруганан-хакусяку) — глава семьи Арганан, которая управляет островом Лазулис. Он самый влиятельный человек на острове. Именно он даёт работу Заэлу и его группе наёмников. Озвучен Кодзи Исии[англ.] в японской версии и Питером де Джерси[англ.] в английской версии игры.
- Зангурак (англ. Zangurak), в японской версии Зангург (яп. ザングルグ Зангуругу) — король расы Гурак, впервые объединивший её. Врагами Гураков является раса людей. Озвучен Дзёдзи Накатой в японской версии и Николосом Болтоном[англ.] в английской версии игры.

## Разработка
В июне 2009 года стало известно, что глава Mistwalker, Хиронобу Сакагути, работает над новой игрой. Изначально он хотел объявить о её разработке до конца 2009 года, но анонс был отложен до 2010 года по неизвестным причинам. Глава Nintendo Сатору Ивата сказал, что в сотрудничестве Nintendo с Mistwalker он ищет RPG новой формы использующую человеческие эмоции как основную тему. В официальном блоге Mistwalker было сообщено, что Сакагути собирается отойти от дел после этой игры, но как оказалось, это был неправильный перевод речи Сакагути, который имел в виду, что работал над этой игрой как будто она для него последняя.
The Last Story была разработана Mistwalker совместно с AQ Interactive, которую возглавляет Такуя Мацумото. Сценарий написанный Сакагути был совмещён с концепцией игры разработанной Мацумото.

## Аудио
Музыка к игре была написана японским композитором Нобуо Уэмацу. Саундтрек был выпущен на трёх компакт-дисках был выпущен 23 февраля 2011 года на лейбле Уэмацу Dog Ear Records.
Впервые игра была показана 27 декабря 2010 года на презентации Nintendo. На этой презентации также была представлена титульная песня игры, которая получила название «Toberu Mono». Песня была написана Нобуо Уэмацу и исполнена японской певицей Kanon.

## Оценки прессы
| Сводный рейтинг       | Сводный рейтинг                                                               |
| Агрегатор             | Оценка                                                                        |
| --------------------- | ----------------------------------------------------------------------------- |
| GameRankings          | 78,18 %                                                                       |
| GameStats             | 9,0 из 10                                                                     |
| Иноязычные издания    |                                                                               |
| Издание               | Оценка                                                                        |
| CVG                   | 8,5 из 10                                                                     |
| Edge                  | 8 из 10                                                                       |
| Eurogamer             | 9 of 10 (Германия) 9 of 10 (Италия) 9 of 10 (Швеция) 7 of 10 (Великобритания) |
| Famitsu               | 38 из 40                                                                      |
| GameSpot              | 9 из 10                                                                       |
| IGN                   | 8,5 из 10                                                                     |
| ONM                   | 86 %                                                                          |
| Cubed3                | 9 из 10                                                                       |
| The Guardian          | [ 32 ]                                                                        |
| MeriStation           | 9 из 10                                                                       |
| Metro GameCentral     | 8 из 10                                                                       |
| Nintendo Gamer        | 85 %                                                                          |
| Vandal Online         | 9,2 из 10                                                                     |
| XGN                   | 9 из 10                                                                       |
| Bordersdown           | 8 из 10                                                                       |
| Русскоязычные издания |                                                                               |
| Издание               | Оценка                                                                        |
| «Страна игр»          | 7,0 из 10                                                                     |
| Награды               |                                                                               |
| Издание               | Награда                                                                       |
| GameSpot              | Editors' Choice                                                               |

Игра получила преимущественно высокие оценки в обзорах. В журнале Famitsu игра получила оценку 38 из 40, два из четырёх критиков поставили максимальную оценку 10 из 10, а оставшиеся два 9 из 10. The Last Story возглавила японские чарты в первую неделю было продано 114 722 копий игры, включая продажи версии игры, которая продавалась в комплекте с Wii. К концу 2011 года, в Японии игра разошлась тиражом около 160 000 копий.
Edge в своём обзоре дал игре 8 из 10 баллов.
Bordersdown оценил игру игру в 8 баллов из 10, рецензент похвалил сюжет, ролевую систему, и озвучивание персонажей, отметив при этом простоту игры.
XGN дал игре оценку 9 из 10, заявив, что "Mistwalker в очередной раз сделал интересную и глубокую ролевую игру, которая также вносит инновации в RPG-жанр, в некоторых аспектах. Убедительная история, в сочетании с уникальной боевой системой и великолепными аудиовизуальными эффектами, делает Last Story желанной игрой для тех, у кого есть особое место в сердце для особой RPG ".
Official Nintendo Magazine дал игре оценку 86 %, охарактеризовав её как «дерзкую, но обаятельную историю о мечах, колдовстве и волосах всех цветов».
MeriStation поставил игре оценку 9 из 10, заявив, что «Сакагути знает, как делать отличные JRPG. The Last Story запоминающаяся и волшебная игра. Боевая система великолепна, это забавно, но музыка Нобуо Уэмацу помогает вам запомнить отличные игры жанра».
Metro GameCentral, оценил игру в 8 из 10.
От IGN игра получила оценку 8,5 из 10. Рецензент Кеза МакДональд охарактеризовал игру как «подарок для Wii».
От GameSpot игра получила оценку 9 из 10 и приз Выбор редакции. Обозреватель Марк Уолтон в заключении рецензии написал, что это «фантастическая игра; одна из тех, что толкает вперед жанр JRPG способами, которые являются инновационными, в то же время дополняют традиции жанра»
Журнал Страна игр поставил игре 7 из 10 баллов. Рецензент отметил, что боевая система в игре упрощена настолько, что «она проходит сама себя». Также он назвал сюжет шаблонным и линейным, но в целом назвал впечатление о игре положительными, особенно отметив боевую систему и реплики персонажей, которые разнообразят игру.